# Loxosoma rhodinicola
Loxosoma rhodinicola är en bägardjursart som beskrevs av Franzén 1962. Loxosoma rhodinicola ingår i släktet Loxosoma och familjen Loxosomatidae. Arten är reproducerande i Sverige. Inga underarter finns listade i Catalogue of Life.